# Suite di danze
La Suite di danze è una composizione per orchestra di Béla Bartók del 1923.

## Storia della composizione
Gli anni terribili della prima guerra mondiale videro l’Ungheria strettamente legata al destino dell’Austria ; in quel periodo, Bartók compose i due balletti per il teatro: Il principe di legno op. 13, in un atto, su scene di Béla Balázs (1914-1916) e la pantomima Il mandarino meraviglioso op. 19  basato su un racconto di Melchior Lengyel (1918-1919) . Con la fine della guerra si conclude il periodo della Casa d'Asburgo ma gli anni successivi non sono affatto facili per l’Ungheria. Dopo un assai breve governatorato del conte Mihály Károly, sale al potere Béla Kun, uomo di formazione intellettuale marxista e amico di Lenin, che cerca di attuare una politica culturale analoga a quella dell’Unione Sovietica. Viene così costituito un Commissariato per la musica, comprendente una speciale sezione dedicata espressamente alla musica nazionale ungherese. Sia Bartók che Kodály sono chiamati alla direzione di tale sezione ed entrambi ripongono grandi speranze in tale incarico che permetterebbe loro di ampliare l’attività di ricerca etnofonica popolare magiara. Ma il governo comunista ungherese dura solo pochi mesi e l’attività musicale non riesce ad avere anche solo inizio; il governo autoritario dell’ammiraglio Horthy prende severi provvedimenti di censura contro i due compositori, accusati di simpatie comuniste. 
Nel 1923, Bartók sposa la sua allieva Ditta Pásztory, pianista di notevole talento che eseguirà numerose opere del marito, quando il governo ungherese decide di celebrare il cinquantenario della fusione di Buda con Pest, invitando i maggiori compositori ungheresi del momento (Bartók, Kodály e Ernő Dohnányi) a comporre musiche per celebrare degnamente l’evento. Pur con la sua ferrea dignità e adamantina intransigenza, Bartók accetta di accogliere l’invito .    
Da parte del governo Horthy, si trattò di un tentativo di riconciliazione, un modo di mettere una pietra sopra il passato. Bartók si mise alacremente al lavoro della sua composizione: la Suite di danze, portata a termine nel mese di agosto a Čsiliz-Radvány (Slovacchia). Sarebbe stata la prima opera d’ispirazione popolare pienamente matura del compositore .

## Struttura della composizione
Una delle caratteristiche maggiormente rilevanti della Suite di danze è data dal fatto che per essa Bartók abbia fatto riferimento all’autentica musica popolare ungherese. Si tratta, osserva Eduardo Rescigno, di un elemento fortemente caratterizzante, che distingue la Suite dalle Danze di Galánta di Kodály, in quanto il fatto di utilizzare materiale popolare autenticamente ungherese, anzi, contadino, richiede un differente modo di impiego. Mentre i motivi tzigani sono usati da Kodály come una fonte di melodie, di timbri e di ritmi da cui trarre ispirazione per conferire colore esotico e brillantezza alla musica secondo i dettami della musica colta , Bartók utilizza la musica contadina magiara lasciandola sostanzialmente immutata, «come un’organica struttura linguistica complessivamente organizzata nei suoi elementi melodici, ritmici, timbrici, e d’altra parte tanto estranea al linguaggio colto tradizionale da offrirsi come un materiale strutturale caratteristicamente nazionale e popolare, per realizzare da questo punto di vista quel rinnovamento linguistico che su scala europea andava compiendosi nel senso dell’atonalità, della dodecafonia stessa, della formulazione comunque di inedite forme musicali di comunicazione, sotto la spinta delle mutate esigenze di significazione sociale e culturale della musica» . 
Il contrasto tra melodia e veste orchestrale, che tanto fascino conferisce alle Danze di Galánta, viene totalmente a mancare nella Suite di danze, dove l’elemento popolare è presente in ogni singola parte della composizione e investe l’intera costruzione. Per conseguenza, il materiale tematico che Kodály lascia pressoché integro nel suo dato originario onde mantenere un valore del tutto naturalistico, in Bartók viene continuamente sottoposto a una trasformazione ai fini dell’assimilazione al linguaggio sinfonico, che a sua volta ne risulta ristrutturato .
La Suite di danze si presenta in un unico blocco, nel quale tuttavia si possono riconoscere cinque differenti sezioni, corrispondenti a diversi motivi di danza. 
La prima sezione in tempo Moderato inizia con un motivo in note staccate eseguito in un primo momento dal fagotto, con l’accompagnamento degli archi e del pianoforte. Da qui si dipartono alcuni frammenti tematici ad opera dei fiati (corno, corno inglese, oboe), anch’essi secondo la rigida quadratura ritmica dell’introduzione, seppure con costanti oscillazioni nella dinamica. Una volta raggiunto il massimo dell’intensità, si ha il ritorno al motivo iniziale, suddiviso questa volta fra tuba, trombone e fagotto in forma ellittica. 
Un glissando dell’arpa introduce un ritornello in funzione di chiusura di ciascuna sezione; da Allegretto la musica passa ad un Allegro molto con cui si apre la seconda sezione, la quale richiama Il mandarino meraviglioso; il movimento melodico si amplia rispetto alla prima sezione, dove domina la seconda maggiore, mentre qui a emergere è la terza minore. È ben vero che è il tema principale a fungere da pietra miliare dell'intero movimento, ma accanto vediamo profilarsi una parte centrale che si basa su materiale musicale inverso . Questa seconda danza è contrassegnata dai frequenti cambiamenti di metro (2/4, 3/4, 5/8, 3/8, 7/8), poi, nella parte conclusiva, secondo uno schema frequente in questa suite, si ha il ritorno del tema nello stato iniziale, soltanto Più mosso. Un lento e progressivo allargando introduce, per mezzo del glissando dell’arpa al ritornello, questa volta maggiormente sviluppato dal clarinetto, dal primo violino e dall’oboe.     
La terza sezione è un Allegro vivace in cui domina una grande animazione che richiama talune vivacissime danze tzigane. Il tema viene presentato inizialmente dal fagotto e successivamente sottoposto a varianti dinamiche, mentre gli strumenti di accompagnamento danno vita ai più diversi ritmi, con particolare insistenza per lo spostamento dell’accento ritmico della battuta da un tempo forte a un tempo debole. Per tre volte, il discorso musicale passa da una progressiva animazione a un sonoro trillo dell’orchestra, per riprendere (dopo una breve pausa) con un differente ritmo. Nelle battute conclusive si ha la riapparizione del ritornello da parte di flauto e ottavino; poi, nella conclusione si ode ancora il tema della danza, con quattro battute in tempo Vivacissimo, due allargando molto e poi due ancora Vivacissimo.
Una breve pausa precede la quarta sezione Molto tranquillo, il cui tema a un tempo pastorale e di grande semplicità è presentato e sviluppato da corno inglese e clarinetto basso, ai quali si aggiungono successivamente gli altri legni, e che viene di continuo interrotto dalle armonie di archi, arpa e gli altri fiati. Si tratta di un brano dove emerge la maestria dell’elaborazione timbrica, che affianca una tecnica musicale di raffinata impronta francese a una ruvida solidità contadina magiara, rinvenibile anche nel ritornello eseguito dai violini con la celesta. 
La quinta ed ultima sezione Comodo è la più breve di tutte e si presenta come una sorta di marcia armonizzata pesantemente per quarte; anche l’inizio del finale Allegro si caratterizza per l’intervallo di quarta, con lo stesso tema della sezione precedente che viene eseguito in nove entrate successive poste con detto intervallo. Il finale si presenta come una sorta di breve riepilogo dei temi ed elementi ritmici precedentemente esposti e sviluppati, con un vorticoso andamento sostenuto da un discorso sinfonico condotto con mano maestra .   
Si può affermare che la Suite di danze rappresenti nell’arte di Bartók una svolta decisiva, per quanto riguarda l’attività creativa e la visione del mondo. I brani del periodo creativo precedente erano caratterizzati da un rifiuto della concezione romantica, dallo stravolgimento dell’ordine tradizionale dei movimenti e dalle strutture formali aperte. Nelle composizioni risalenti agli inizi degli anni Venti, si assiste al ritorno dell’equilibrio armonico dei movimenti e della composizione di opere caratterizzate dall’ordine formale. A conclusione della serie di movimenti di opere cicliche, Bartók utilizza nuovamente il finale rapido e dinamico .

## Discografia parziale
- Budapest Philharmonic Orchestra, János Sándor (Hungaroton)
- Chicago Symphony Orchestra, Pierre Boulez (Deutsche Grammophon)
- Chicago Symphony Orchestra, Sir Georg Solti (Decca)
- Hungarian State Orchestra, János Ferencsik (Hungaroton)
- London Philharmonic Orchestra, Sir Georg Solti (Decca)
- London Philharmonic Orchestra, János Ferencsik (Everest)
- London Symphony Orchestra, Sir Georg Solti (Decca)
- New York Philharmonic, Pierre Boulez (Sony BMG)
- Orchestre de la Suisse Romande, Ernest Ansermet (Decca)